# Beitbridge (Zimbabwe)
Beitbridge of Mzingwane is een grensstad in de provincie Matabeleland South in Zimbabwe. De naam verwijst ook naar de grenspost en de Alfred Beitbrug over de Limpoporivier, die de grens tussen Zuid-Afrika en Zimbabwe vormt. Aan Zuid-Afrikaanse kant van de Limpoporivier ligt het gelijknamige grensplaatsje Beitbrug.

## Beschrijving
De stad ligt net ten noorden van de Limpoporivier op ongeveer 1 km van de Alfred Beitbrug die zich uitstrekt over de Limpoporivier tussen Zuid-Afrika en Zimbabwe. De belangrijkste wegen leiden vanaf de grens 321 km noordwest naar Bulawayo en 585 km noordoost naar Harare via Masvingo. Volgens de volkstelling uit 2002 had de stad een bevolking van 22.387. De bevolking bestaat voor een groot deel uit Venda, die ook aan de andere kant van de grens in het district Vhembe van Zuid-Afrika wonen. De grenspost Beitbrug is de drukste internationale grenspost in Zuidelijk Afrika.
Beitbridge telt ongeveer 2.570 huizen in formele woonbuurten en 3.000 in informele nederzettingen. In de formele woonbuurten wonen voornamelijk de overheidsambtenaren en middenklasse. De formele woonbuurten bestaan voornamelijk uit twee - tot driekamer-bakstenenhuizen, terwijl de huizen in de informele nederzettingen onder de slechtste lemen huizen in Zimbabwe gerekend worden. De gemiddelde grootte van huishoudens in informele nederzettingen varieert aanzienlijk, omdat veel mensen alleen naar Beitbridge komen en hun gezinnen liever niet in de stad onderbrengen. De recreatieve voorzieningen in arme gebieden zijn beperkt en bestaan grotendeels uit bars en voetbalvelden.

## Werkgelegenheid
De belangrijkste bronnen van lokale werkgelegenheid—vracht, de detailhandel, de bouw, de douane en de politie— verschaffen werk aan ongeveer 1.200 mensen. Informele sector, voornamelijk venten en sekswerk—zijn ongeveer net zo groot als de formele sector, met ongeveer 1.400 banen. Buiten de stad is de landbouw een belangrijke werkgever. Een diamantmijn is onlangs gesloten, wat voor toenemende werkloosheid en armoede zorgde. De meeste vrouwen verdienen hun geld met venten, sekswerk en kleinschalige grensoverschrijdende handel. Ook wonen veel vrachtwagenchauffeurs in Beitbridge. Zij zijn vaak werkzaam in de grensoverschrijdende handel met Zuid-Afrika.

## Verkeer en vervoer

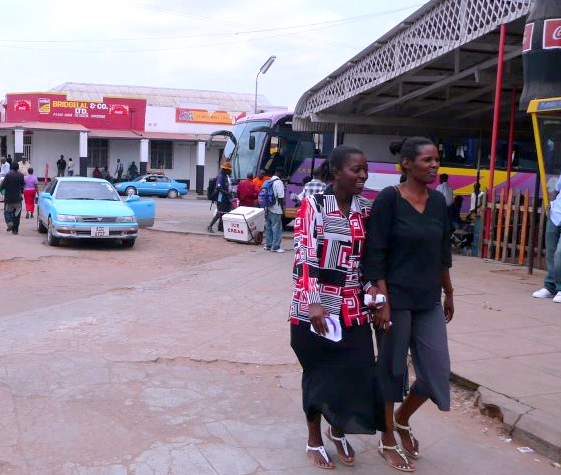
Dames in Beitbridge, 2006

Aan Zuid-Afrikaanse kant van de grens verbindt de N1-snelweg de grenspost met belangrijke economische centra in Pretoria (463 km) en Johannesburg (521 km). De dichtstbijzijnde stad is Musina (16 km). Aan Zimbabwaanse kant van de grens splitst de weg in tweeën, met de A6 naar Bulawayo en de R1 naar Masvingo. De spoorweg wordt gesplitst in een lijn naar Bulawayo en een lijn naar Gweru via Rutenga.
Drie spoorlijnen komen aan in Beitbridge: de Zuid-Afrikaanse Spoornet-lijn naar Polokwane, de National Railways of Zimbabwe-lijn naar Gweru via Rutenga en de Beitbridge Bulawayo-spoorweg.
De Alfred Beitbrug is vernoemd naar Alfred Beit, oprichter van het diamantbedrijf De Beers en zakenpartner van Cecil Rhodes. Hij was ook een directeur van een aantal bedrijven, waaronder de British South Africa Company en Rhodesische Spoorwegen. De oorspronkelijke brug werd gebouwd in 1929 bij een kostprijs van $600.000 en gezamenlijk gefinancierd tussen de Beit Spoorwegen Trust en de Zuid-Afrikaanse Spoorwegen. De nieuwe brug werd voltooid in 1995, en werd officieel geopend op 24 november. De brug werd gebouwd door de regering van Zimbabwe, die nu de financiële voordelen van het tolgeld heeft. De nieuwe brug is geschikt voor veel zwaarder verkeer dan de oude brug, die nu alleen voor spoorverkeer gebruikt wordt.

## Dulivhadzimu-stadion
Het Dulivhadzimu-stadion, een kleine multifunctionele arena in de stad, werd als gastheer gekozen door de ZANU-PF om president Robert Mugabes verjaardag te vieren op 23 februari 2008. Deze viering vond plaats op 21 februari, twee dagen voordat Mugabe 84 werd. Media melden dat de kuilen op de belangrijkste wegen in de stad hersteld werden, zodat Mugabes colonne zich er snel en makkelijk kon verplaatsen.